# Перечинська улоговина

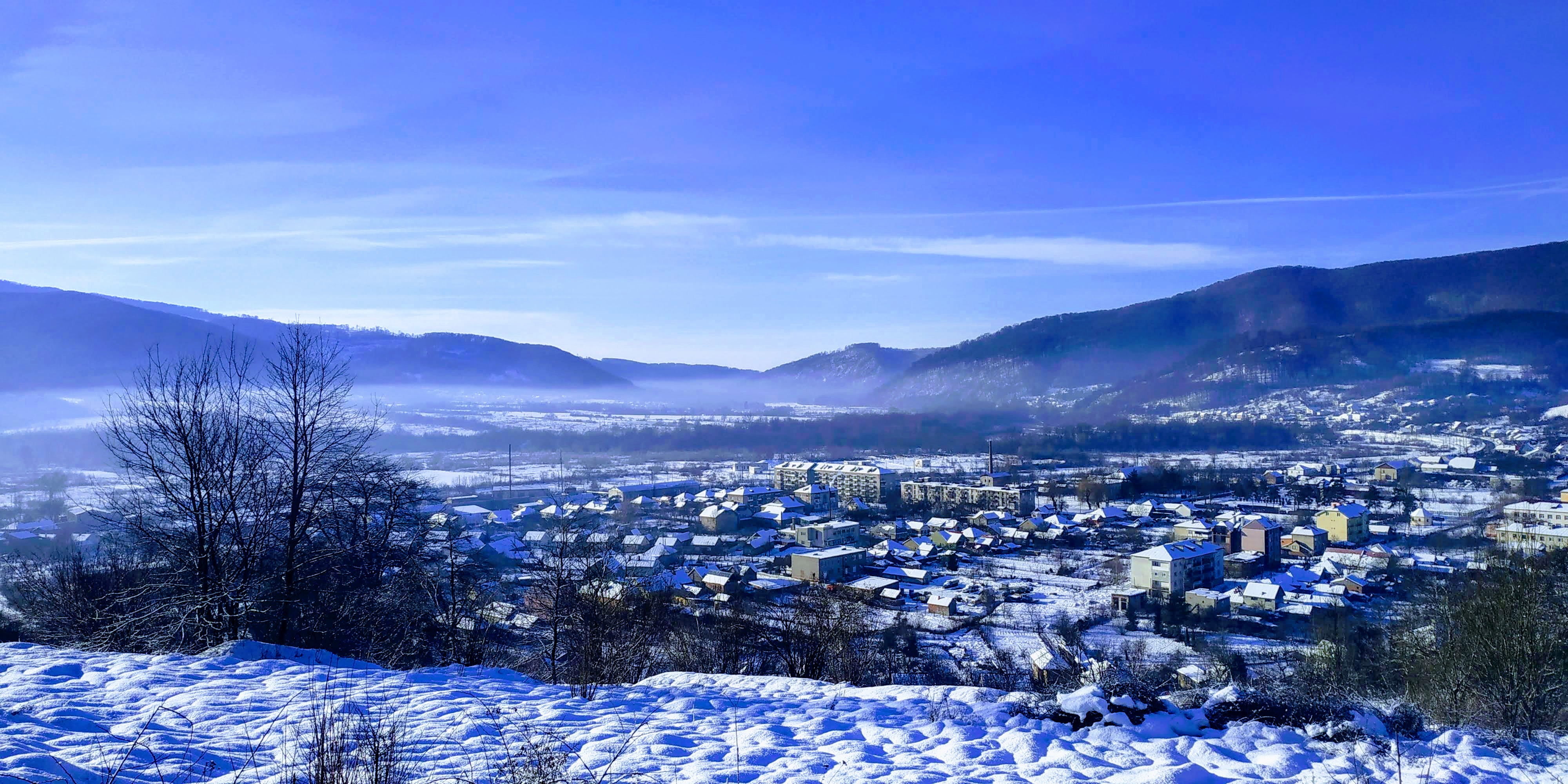
Місто Перечин і Перечинська улоговина
(січень, 2019 р.)

Перечи́нська улого́вина — західна частина Березне-Ліпшанської долини (в межах Українських Карпат). Розташована в Перечинському районі Закарпатської області. 
Обмежена Полонинським Бескидом (з північного сходу) та Вигорлат-Гутинським вулканічним пасмом (з півдня та заходу). Прилягає до розширеної частини долини річки Ужа (басейн Тиси). Простягається із заходу на схід майже на 2,5 км, з півдня на північ — від 4 до 8 км. Висота змінюється від 220 до 320 м. Поверхня плоско-хвиляста. Схили розчленовані ярами і балками; є зсуви. 
З корисних копалин: будівельні матеріали, кіновар. Є мінеральні джерела. Поширені грабово-букові та букові ліси з домішкою дуба скельного на дерново-буроземих ґрунтах. 
У межах Перечинської улоговини розташоване місто Перечин та декілька сіл.